# Bréal-sous-Montfort
Bréal-sous-Montfort (bret. Breal-Moñforzh) – miejscowość i gmina we Francji, w regionie Bretania, w departamencie Ille-et-Vilaine.
Według danych na rok 1990 gminę zamieszkiwało 3399 osób, a gęstość zaludnienia wynosiła 101 osób/km² (wśród 1269 gmin Bretanii Bréal-sous-Montfort plasuje się na 145. miejscu pod względem liczby ludności, natomiast pod względem powierzchni na miejscu 216.).